# Chaetodipus baileyi
Chaetodipus baileyi és una espècie de mamífer rosegador de la família dels heteròmids. Viu a Mèxic i els Estats Units. Es tracta d'un animal nocturn i solitari que s'alimenta principalment de llavors. El seu hàbitat natural són els deserts, on viu a prop de matolls o arbres petits a la interfície entre planes sorrenques i pendents rocosos. És una espècie en risc mínim, és a dir, no sembla que hi hagi cap amenaça significativa per a la seva supervivència.
Aquest tàxon fou anomenat en honor del naturalista i etnòleg estatunidenc Vernon Orlando Bailey.